# Voyria parasitica
Voyria parasitica là một loài thực vật có hoa trong họ Long đởm. Loài này được (Schltdl. & Cham.) Ruyters & Maas miêu tả khoa học đầu tiên năm 1981.